# Ronde van Spanje 2019/Negentiende etappe
De negentiende etappe van de Ronde van Spanje 2019 werd verreden op 13 september tussen Ávila en Toledo. In deze etappe kwam een groep renners ten val, waaronder klassementsleider Primož Roglič en Miguel Ángel López. Vervolgens besloot Movistar door te rijden, tegen de 'regels' van het peloton in. De ploeg kreeg hiervoor veel kritiek. Na een solo van ruim 25 kilometer hield vluchter Rémi Cavagna stand tegenover het peloton en won de etappe.
| Ávila – Toledo (165,2 km) |                    |                       |          |
| Plaats                    | Naam               | Ploeg                 | Tijd     |
| 1                         | Rémi Cavagna       | Deceuninck–Quick-Step | 3u43'34" |
| 2                         | Sam Bennett        | BORA-hansgrohe        | + 5"     |
| 3                         | Zdeněk Štybar      | Deceuninck–Quick-Step | z.t.     |
| 4                         | Philippe Gilbert   | Deceuninck–Quick-Step | z.t.     |
| 5                         | Alejandro Valverde | Movistar Team         | z.t.     |
| 6                         | Tosh Van der Sande | Lotto Soudal          | z.t.     |
| 7                         | Dylan Teuns        | Bahrain-Merida        | z.t.     |
| 8                         | Tadej Pogačar      | UAE Team Emirates     | z.t.     |
| 9                         | Miguel Ángel López | Astana Pro Team       | z.t.     |
| 10                        | Primož Roglič      | Team Jumbo-Visma      | z.t.     |
|                           |                    |                       |          |
| 12                        | Wilco Kelderman    | Team Sunweb           | z.t.     |

| Algemeen klassement |                    |                       |           |
| Plaats              | Naam               | Ploeg                 | Tijd      |
| Rode trui           | Primož Roglič      | Team Jumbo-Visma      | 75u00'33" |
| 2                   | Alejandro Valverde | Movistar Team         | + 2'50"   |
| 3                   | Nairo Quintana     | Movistar Team         | + 3'31"   |
| 4                   | Miguel Ángel López | Astana Pro Team       | + 4'17"   |
| 5                   | Tadej Pogačar      | UAE Team Emirates     | + 4'49"   |
| 6                   | Rafał Majka        | BORA-hansgrohe        | + 7'46"   |
| 7                   | Wilco Kelderman    | Team Sunweb           | + 9'46"   |
| 8                   | Carl Fredrik Hagen | Lotto Soudal          | + 11'50"  |
| 9                   | James Knox         | Deceuninck–Quick-Step | + 13'23"  |
| 10                  | Marc Soler         | Movistar Team         | + 21'09"  |
|                     |                    |                       |           |
| 13                  | Dylan Teuns        | Bahrain-Merida        | + 23'58"  |

1e etappe ·
2e etappe ·
3e etappe ·
4e etappe ·
5e etappe ·
6e etappe ·
7e etappe ·
8e etappe ·
9e etappe ·
10e etappe ·
11e etappe ·
12e etappe ·
13e etappe ·
14e etappe ·
15e etappe ·
16e etappe ·
17e etappe ·
18e etappe ·
19e etappe ·
20e etappe ·
21e etappe
Startlijst · Eindstanden · Afbeeldingen